# Кочкий Врх
Кочкий Врх (словен. Kočki Vrh) — поселення в общині Светий Юрій-об-Щавниці, Помурський регіон, Словенія. Висота над рівнем моря: 303,4 м.